# Каштановий бенкет
Каштановий бенкет — традиційна назва свята, влаштованого в Апостольському палаці Чезаре Борджіа, сином римського папи Олександра VI, напередодні дня всіх Святих 31 жовтня 1501 року. Звіт про бенкет збережений Апостольський Протонотар і церемоніймейстер Йоганном Бурхард в Liber Notarum.
Бенкет був організований в апартаментах сина папи Чезаре в Апостольському палаці. П'ятдесят повій і куртизанок прислужували за столом гостям бенкету. Після завершення трапези канделябри із запаленими свічками були поставлені на підлогу, і навколо них були розкидані каштани. Одежа куртизанок була розпродана з аукціону, а потім вони і повії почали повзати оголеними серед канделябрів, збираючи каштани. Відразу після представлення духовні особи та інші гості вечора всі разом зайнялися з повіями сексом. Як свідчить Бурхард: «нарешті, були викладені подарунки, шовкові плащі, взуття, берети і інші речі, які обіцяні були тим, хто більше за інших плотськи пізнає покликаних блудниць».
Згідно американському історику і біографу У. Манчестеру, «слуги підраховували кількість оргазмів кожного чоловіка для папи, який вельми захоплювався мужністю чоловіків і вимірював її обсягом їх еякуляцій». Він також згадує про використання сексуальних іграшок. Бурхард, однак, не згадує про це у своєму звіті про бенкет. Первинне джерело інформації не встановлено.